# Daniel Schnelting
Daniel Schnelting (ur. 9 marca 1986 w Borken) – niemiecki lekkoatleta specjalizujący się w biegach sprinterskich, dwukrotny mistrz Europy juniorów z Kowna (2005), w biegu na 200 m oraz w sztafecie 4 x 100 metrów.

## Sukcesy sportowe
- trzykrotny mistrz Niemiec w biegu na 200 m – 2007, 2008, 2010
- mistrz Niemiec juniorów w biegu na 100 m – 2005
- mistrz Niemiec juniorów w biegu na 200 m – 2005
- halowy mistrz Niemiec w biegu na 200 m – 2005[1]

| Rok  | Miasto | Zawody                      | Konkurencja                      | Wynik       |
| ---- | ------ | --------------------------- | -------------------------------- | ----------- |
| 2005 | Kowno  | mistrzostwa Europy juniorów | bieg na 200 m sztafeta 4 x 100 m | złoty medal |

## Rekordy życiowe
- bieg na 100 m – 10,34 – Bottrop 30/08/2008
- bieg na 200 m – 20,53 – Weinheim 24/05/2008
- bieg na 60m (hala) – 6,88 – Dortmund 30/01/2005